# 查梅薩
查梅薩是哥倫比亞的城鎮，位於該國東部，由卡薩納雷省負責管轄，距離首府約帕爾100公里，始建於十七世紀，面積289平方公里，海拔高度1,239米，2005年人口1,697。
5°13′N 72°53′W / 5.217°N 72.883°W